# Illinoia spiraecola
Illinoia spiraecola är en insektsart som först beskrevs av Patch 1914.  Illinoia spiraecola ingår i släktet Illinoia och familjen långrörsbladlöss. Inga underarter finns listade i Catalogue of Life.